# OR4D6
OR4D6 (англ. Olfactory receptor family 4 subfamily D member 6) – білок, який кодується однойменним геном, розташованим у людей на короткому плечі 11-ї хромосоми. Довжина поліпептидного ланцюга білка становить 314 амінокислот, а молекулярна маса — 35 954.
| 10         |  | 20         |  | 30         |  | 40         |  | 50         |
| ---------- |  | ---------- |  | ---------- |  | ---------- |  | ---------- |
| MDQINHTNVK |  | EFFFLELTRS |  | RELEFFLFVV |  | FFAVYVATVL |  | GNALIVVTIT |
| CESRLHTPMY |  | FLLRNKSVLD |  | IVFSSITVPK |  | FLVDLLSDRK |  | TISYNDCMAQ |
| IFFFHFAGGA |  | DIFFLSVMAY |  | DRYLAIAKPL |  | HYVTMMRKEV |  | WVALVVASWV |
| SGGLHSIIQV |  | ILMLPFPFCG |  | PNTLDAFYCY |  | VLQVVKLACT |  | DTFALELFMI |
| SNNGLVTLLW |  | FLLLLGSYTV |  | ILVMLRSHSG |  | EGRNKALSTC |  | TSHMLVVTLH |
| FVPCVYIYCR |  | PFMTLPMDTT |  | ISINNTVITP |  | MLNPIIYSLR |  | NQEMKSAMQR |
| LQRRLGPSES |  | RKWG       |  |            |  |            |  |            |

A: Аланін

C: Цистеїн

D: Аспарагінова кислота

E: Глутамінова кислота

F: Фенілаланін

G: Гліцин

H: Гістидин

I: Ізолейцин

K: Лізин

L: Лейцин

M: Метіонін

N: Аспарагін

P: Пролін

Q: Глутамін

R: Аргінін

S: Серин

T: Треонін

V: Валін

W: Триптофан

Кодований геном білок за функціями належить до рецепторів, g-білокспряжених рецепторів, білків внутрішньоклітинного сигналінгу. 
Локалізований у клітинній мембрані, мембрані.